# Powiat Minamimorokata
Powiat Minamimorokata (jap. 南諸県郡 Minamimorokata-gun) – dawny powiat w Japonii, w prefekturze Kagoshima.

## Historia

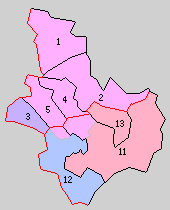
Powiat Minamimorokata (11–13) (1889 r.)

9 maja 1883 roku, w wyniku ponownego utworzenia prefektury Miyazaki, powiat Morokata został podzielony na powiat Kitamorokata (przydzielony do prefektury Miyazaki) oraz powiat Minamimorokata, który pozostał w prefekturze Kagoshima. 
Wraz z utworzeniem nowego systemu administracyjnego 1 kwietnia 1889 roku powiat Minamimorokata został podzielony na 3 wioski: Matsuyama, Shibushi oraz Ōsaki.
8 sierpnia 1891 roku część Ōsaki została wydzielona tworząc wioskę Nogata. Wioska Shibushi została podzielona na trzy: Higashishibushi, Nishishibushi oraz Tsukino.
1 kwietnia 1897 roku, w wyniku połączenia powiatów Minamimorokata i Higashisoo, powiat Soo został ponownie utworzony.